# 阿梅里科布拉西林塞
阿梅里科布拉西林塞是巴西圣保罗州的一个市镇。总面积123.429平方公里，总人口34522人，人口密度279.7人/平方公里。